# Złamania części twarzowej czaszki
Złamania części twarzowej czaszki – złamania struktur kostnych masywu szczękowo-sitowego, stanowiące do 20% złamań w obrębie kości twarzy.

## Podział Le Forta
Zaproponowany przez René Le Forta w 1901 roku podział złamań struktur kostnych masywu szczękowo-sitowego jest wciąż w użyciu. Le Fort wyodrębnił trzy typy złamań, nazwane później od jego nazwiska:
- złamanie typu Le Fort I: oderwanie wyrostka zębodołowego i podniebienia od szczęki;
linia złamania biegnie poziomo przez brzeg dna jamy nosowej, zachyłek zębodołowy zatoki szczękowej aż do guza szczęki (który może się odłamać od wyrostka skrzydłowatego lub odłamać razem z jego dolną częścią), odłamuje się blaszka pionowa kości podniebiennej od jej blaszki poziomej, przy obustronnym złamaniu typu Le Fort I łamie się też przegroda nosa zaraz nad dnem jamy nosowej;
przyczyną jest uraz działający poziomo do tyłu na szczękę na poziomie wargi górnej;
- złamanie typu Le Fort II: oderwanie szczęki od pozostałej części twarzoczaszki, wgniecenie środkowego piętra twarzy z uszkodzeniem sitowia, oczodołu i dróg łzowych;
złamanie przebiega przez nasadę nosa (szew czołowo-nosowy, szew czołowo-szczękowy), oczodół (przyśrodkowa ściana, kość łzowa, szczelina oczodołowa dolna, dolny brzeg) i kości szczęk (okolica szwu jarzmowo-szczękowego, przednia ściana, dalej skośnie w kierunku guza szczęki, przecinając grzebień jarzmowo-zębodołowy) aż do wyrostków skrzydłowatych kości klinowej;
przyczyną jest siła działająca na okolicę kości szczęk od przodu i góry do tyłu i dołu;
- złamanie typu Le Fort III: oderwanie twarzoczaszki od podstawy czaszki ze złamaniem podstawy czaszki (przedniego dołu);
złamanie przebiega przez nasadę nosa (szew czołowo-nosowy, szew czołowo-szczękowy), oczodół (przyśrodkowa ściana, kość łzowa, szczelina oczodołowa dolna, boczna ściana) i szew jarzmowo-czołowy powodując odłamanie również kości jarzmowej i wyrostków skrzydłowatych kości klinowej;
przyczyna jest podobna jak w złamaniu Le Fort II, ale działająca na większą okolicę i z większą siłą.

## Objawy

### Objawy kliniczne złamań typu Le Fort I
Pacjent skarży się na bóle w obrębie dolnej części szczęki i przylegających do niej tkanek miękkich, trudności w zwarciu zębów, drętwienie zębów górnych, krwawienie z nosa. 
Stwierdza się: 
- wydłużenie odcinka nosowo-bródkowego twarzy
- obrzęk tkanek miękkich wzdłuż szczeliny złamania
- zaburzenia w zwarciu zębów (zgryz otwarty, zgryz krzyżowy)
- krwawienie z nosa lub skrzepy krwi w przewodach nosowych.

Ból uciskowy stwierdza się w miejscu przebiegu szczeliny złamania a zwłaszcza w obrębie guza szczęki. Można też wywołać dotkliwy ból uciskając na wyrostek haczykowaty kości podniebiennej – objaw Guerina. Ponadto stwierdza się ruchomość odłamu kostnego, a niekiedy można wyczuć uskoki kostne w obrębie grzebieni jarzmowo-zębodołowych.

### Objawy kliniczne złamania typu Le Fort II
Występują nasilone pourazowe odczyny tkanek miękkich, znaczne zaburzenia czynnościowe i anatomiczne. Pacjent skarży się na bóle samoistne i dotykowe, krwawienie z nosa, trudności w zwieraniu szczęk, oddychaniu przez nos oraz przyjmowaniu pokarmów, zaburzenia czucia w zakresie II gałęzi nerwu trójdzielnego a niekiedy zaburzenia wzroku. 
W badaniu klinicznym stwierdza się: 
- wydłużenie odcinka nosowego twarzy
- rozległy obrzęk w okolicy nasady nosa, powiek, w okolicach podoczodołowych i jarzmowych
- wylewy podskórne
- wylewy podspojówkowe
- krwawienie z nosa lub skrzepy krwi w przewodach nosowych
- zaburzenia w zwarciu zębów
- zaleganie świeżej krwi lub skrzepów krwi w jamie ustnej
- obecność krwi na tylnej ścianie gardła.

Podczas badania należy zwrócić szczególną uwagę na treść płynną wyciekającą z nosa – możliwość przeoczenia złamania podstawy czaszki.

### Objawy kliniczne złamania typu Le Fort III
Występujące tu rozległe uszkodzenie kości powoduje powstawanie dużych pourazowych odczynów ze strony tkanek miękkich, znaczne zaburzenia anatomiczne i czynnościowe. 
Skargi chorego podobnie jak w złamaniu typu Le Fort II, z tym że bardziej nasilone i częściej dotyczą zaburzeń wzroku, węchu, trudności w oddychaniu i przyjmowaniu pokarmów. W badaniu klinicznym zwraca uwagę szybko narastający obrzęk powłok twarzy w obrębie: nasady nosa, powiek, policzków, kości, łuków jarzmowych. Obrzęk przechodzi na sąsiednie okolice. Może dojść do opadnięcia gałek ocznych, czasem występują zaburzenia ruchomości gałek ocznych. Z przewodów nosowych wycieka krew lub znajdują się w nich skrzepy krwi. Uskoki kostne wyczuwa się dobrze w obrębie nasady nosa, zewnętrznych brzegów oczodołów, a mniej wyraźnie w zakresie łuków jarzmowych. Badając wewnątrzustnie spostrzega się zaburzenia w zwarciu, występujące w postaci zgryzu otwartego, krzyżowego lub rzekomego przodozgryzu. W przedsionku i jamie ustnej oraz gardle zalega świeża krew lub skrzepy krwi. Przemieszczona szczęka daje się łatwo unieść ku górze.

## Leczenie
Leczenie złamań części twarzowej czaszki należy do chirurga szczękowo-twarzowego. Każdy chory z rozpoznaniem tych złamań powinien zostać hospitalizowany. Celem leczenia jest przywrócenie prawidłowych relacji anatomicznych struktur kostnych i tkanek miękkich; leczenie polega na opracowaniu rany, usunięciu martwiczych fragmentów tkanek i repozycji złamań, i późniejszej rekonstrukcji ubytków tkankowych. 